# شعبانی (دهگلان)
شعبانی  یک روستا در ایران است که در شهرستان دهگلان استان کردستان واقع شده‌است. شعبانی ۲۱۸ نفر جمعیت دارد.

## جمعیت
این روستا دردهستان قوری چای قرار دارد و براساس سرشماری مرکز آمار ایران در سال ۱۳۸۵، جمعیت آن ۲۱۸ نفر (۴۷ خانوار) بوده‌است.